# Fagivorina deumbrata
Fagivorina deumbrata là một loài bướm đêm trong họ Geometridae.